# Tây Sibir

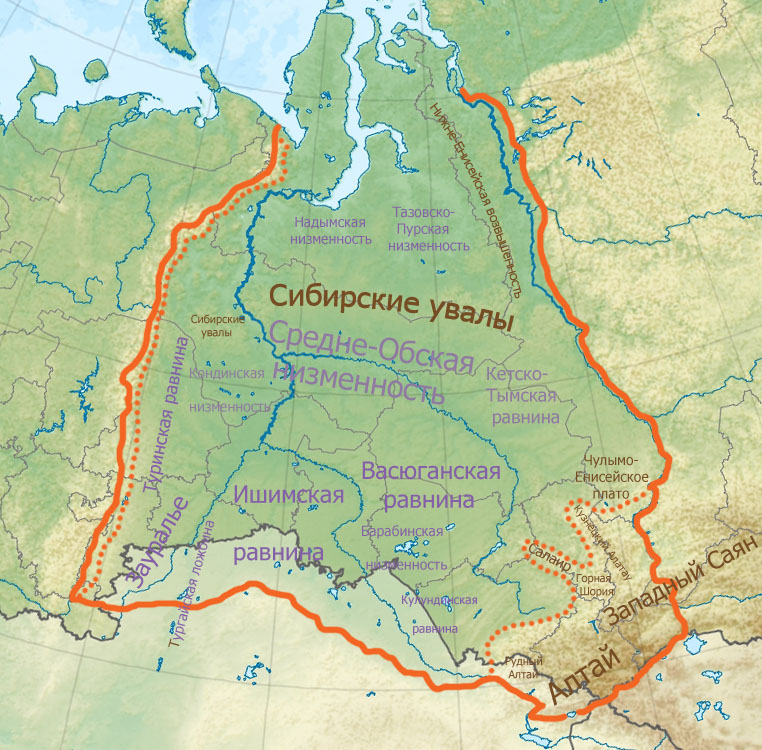
Bản đồ Tây Siberia

Tây Sibir hay Tây Xibia (tiếng Nga: Западная Сибирь; Zapadnaja Sibir) là một phần của Sibir rộng lớn hơn thuộc Liên bang Nga và Kazakhstan. Nó nằm giữa các khu vực của Ural và sông Enisei, là yếu tố chia Sibir thành hai nửa.
Diện tích của Tây Sibir là 2,5 triệu km vuông. Gần 80% diện tích Tây Sibir nằm trong Đồng bằng Tây Sibir. Các con sông lớn nhất trong khu vực là sông Irtysh và sông Ob.
Phân Tây Sibir thuộc Nga bao gồm:
- Tỉnh Tyumen:
  - Khu tự trị Khanty-Mansiysk - Yugra,
  - hầu hết Khu tự trị Yamalo-Nenets;
- Tỉnh Tomsk;
- Tỉnh Omsk;
- Tỉnh Novosibirsk;
- Tỉnh Kemerovo - Kuzbass;
- Vùng Altai;
- Cộng hòa Altai;
- Tỉnh Kurgan;
- Phần phía đông của Tỉnh Sverdlovsk;
- Phần phía đông của Tỉnh Chelyabinsk.

Từ thời trung cổ, khu vực này là một phần của Hãn quốc Kim Trướng (Golden Horde). Sau khi giải thể vào thế kỷ 15, trên lãnh thổ này Hãn quốc Sibir thành lập với trung tâm là Tyumen. Từ cuối thế kỷ 16, vùng phía bắc trở thành một phần của nước Nga rộng lớn sau các cuộc chinh phạt, trong khi các khu vực phía nam thì trở thành một phần của Hãn quốc Kazakh. Biên giới quốc tế hiện đại giữa Liên bang Nga và Kazakhstan được hình thành vào cuối thế kỷ 20 sau khi Liên Xô giải thể.